# International Times
International Times (it o IT) és el nom de diversos diaris clandestins, amb el títol original fundat a Londres el 1966 i fins a l'octubre de 1973. Entre els editors hi havia Hoppy, David Mairowitz, Roger Hutchinson, Peter Stansill, Barry Miles, Jim Haynes i el dramaturg Tom McGrath. Jack Moore, l'escriptor avantguardista William Levy i Mick Farren, cantant de The Deviantss, també van editar en diversos períodes.
El logotip del diari és una imatge en blanc i negre de Theda Bara, l'estrella vampir de les pel·lícules mudes. La intenció dels fundadors havia estat utilitzar una imatge de l'actriu Clara Bow, It girl dels anys 20, però una imatge de Theda Bara es va utilitzar per accident i, un cop desplegada, no es va canviar. Paul McCartney va fer donacions al diari com va fer Allen Ginsberg a través de la seva fundació Committee on Poetry.
El IT es va reiniciar primer com a arxiu en línia el 2008, un moviment organitzat per l'antic editor i col·laborador de TI Mike Lesser i finançat per l'hereu de Littlewoods James Moores, i el 2011 es va rellançar com a revista en línia que publicava material nou, després d'un suggeriment de Lesser al poeta i actor Heathcote Williams. El poeta irlandès Niall McDevitt va ser el primer editor en línia de IT, càrrec que després va ocupar Heathcote Williams (editor en cap) fins a la seva mort el 2017. Edició actual el cap en cap és Nick Victor;, els editors col·laboradors inclouen Elena Caldera, Claire Palmer i David Erdos.